# Electroterapie

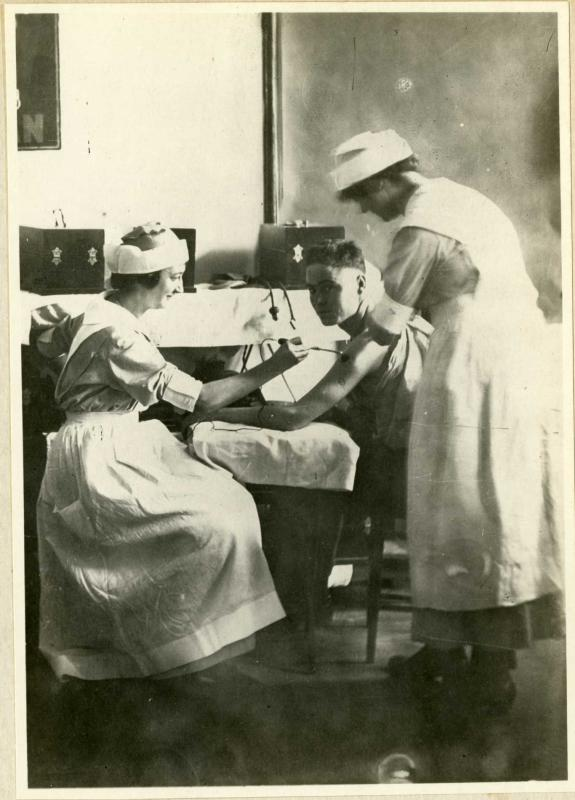
Asistente folosind aparate electrice pentru băi galvanice pentru regenerarea mușchiului deltoid în prima jumătate a secolului XX.

Electroterapia este o metodă terapeutică care folosește curentul electric. Are o varietate de forme ca băi galvanice, electromiostimulare, electrosomn etc. Se ocupă cu aplicarea diferitelor forme de curent electric și a unor energii derivate (mecanică, magnetică, luminoasă), în scop profilactic, curativ și de recuperare.

## Clasificare

### Forme de curent în care energia electrică se utilizează ca atare

#### Curenți de joasă frecvență (0-1000 Hz)
- Galvanic (curent continuu constant);
- Curent de impulsuri: dreptunghiulare, TENS și C. Trabert, triunghiulare (neofaradic), trapezoidale, exponențiale;
- Curenți diadinamici (P. Bernard);
- Curenți sinusoidali (50 Hz).

#### Curenți de medie frecvență (1.000-60.000 Hz)
- Curenți de medie frecvență pură;
- Curenți de medie frecvență redresată;
- Salve de medie frecvență redresată;
- Curenți interferențiali (H.NEMEC).

#### Curenți de înaltă frecvență (150.000 Hz-30.000 MHz)
- Curenți D'ARSONVAL, de unde lungi (150.000 Hz - 1 milion Hz);
- Curenți de diatermie, de unde medii (1 milion - 2 milioane Hz);
- Curenți de unde scurte continue (10 milioane-100 milioane Hz);
- Curenți de unde scurte pulsatile (27,12 MHz);
- Microunde (radarterapie) - (1.000 - 30.000 MHz).

### Forme de energie generate prin transformarea curentului electric

#### Fototerapia (terapia prin radiații luminoase)
- Terapia cu radiații infraroșii (R.I.);
- Terapia cu radiații ultraviolete (U.V.);
- Terapia cu LASER.